# Lockheed Martin LongShot Wing Adapter
Lockheed Martin LongShot Wing Adapter – urządzenie w kształcie małego samolotu, opracowywane przez Lockheed Martin w ramach programu High Altitude Anti-Submarine Warfare Weapons Concept (HAAWC), przeznaczone do umożliwienia samolotom i helikopterom zrzucania torped Mark 50 oraz Mark 54 z bardzo dużych wysokości i odległości od atakowanego celu, czyniąc z nich broń typu Standoff. Aparat ten, czasem nazywany jest od nazwy programu HAAWC lub po prostu LongShot. Po zakończeniu programu rozwoju tego systemu, US Navy planuje wyposażenie weń samolotów P-3C Orion.
Urządzenie to może być także wykorzystywane do przenoszenia bomb ogólnego przeznaczenia i kasetowych, bomb laserowo naprowadzanych oraz min morskich. Nie wymaga przystosowywania samolotów do ich przenoszenia – może też być przenoszone przez dowolnego typu samoloty. Informacje o celu wprowadzane są do systemu LongShot za pomocą standardowego komputera przenoścnego typu notebook, lub też za pomocą komputera pokładowego samolotu, w tym samolotów nie posiadających interfejsu 1769 SWI (Smart Weapon Interface)
System LongShot jest całkowicie niezależny od przenoszącego go samolotu – dzięki zaopatrzeniu go w pokładowy komputer kontroli lotu, system nawigacji satelitarnej GPS oraz wewnętrzne źródło zasilania.
Zestawienie cech systemu:
- nawigacja GPS/INS
- pułap strzału: 152,5 m – 10 668 m
- zasięg: do 50 mil morskich
- pełna zdolność operacyjna w każdych warunkach pogodowych

Zastosowanie przeciwko:
- naziemnym środkom walki elektronicznej i wyrzutniom pocisków rakietowych
- zakłady przemysłowe, elektrownie i rafinerie
- lotniska, w tym schrony dla samolotów
- porty i stocznie
- jednostki wojskowe
- okręty nawodne i podwodne